# Sulzbach (Hunsrück)

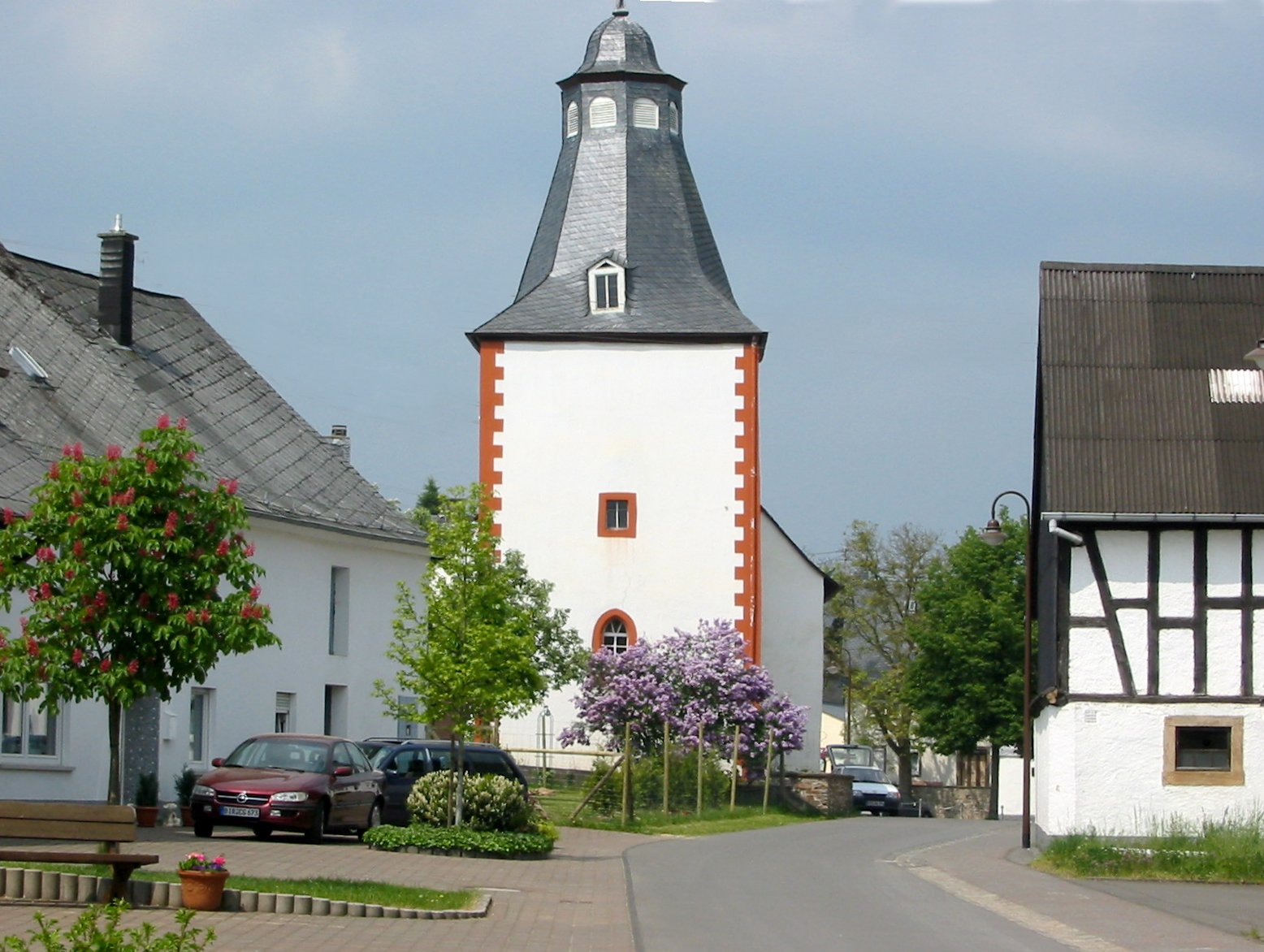
Sulzbacher Kirche mit Stumm’scher Orgel

Sulzbach (ⓘ) (auch Rhaunensulzbach genannt) ist eine Ortsgemeinde im Landkreis Birkenfeld in Rheinland-Pfalz. Sie gehört der Verbandsgemeinde Herrstein-Rhaunen an.

## Geographie
Sulzbach liegt auf einem Höhenrücken im südlichen Hunsrück zwischen Rhaunen und Herrstein.

## Bevölkerung
Die Entwicklung der Einwohnerzahl von Sulzbach, die Werte von 1871 bis 1987 beruhen auf Volkszählungen:
| Jahr | Einwohner |
| 1815 | 281       |
| 1835 | 397       |
| 1871 | 379       |
| 1905 | 340       |
| 1939 | 358       |
| 1950 | 353       |

| Jahr | Einwohner |
| 1961 | 352       |
| 1970 | 372       |
| 1987 | 378       |
| 1997 | 375       |
| 2005 | 342       |
| 2023 | 285       |

## Politik

### Gemeinderat
Der Gemeinderat in Sulzbach besteht aus sechs Ratsmitgliedern, die bei der Kommunalwahl am 9. Juni 2024 in einer Mehrheitswahl gewählt wurden, und dem ehrenamtlichen Ortsbürgermeister als Vorsitzendem.

### Bürgermeister
Torsten Müller wurde am 15. Dezember 2020 Ortsbürgermeister von Sulzbach. Da für eine angesetzte Neuwahl kein gültiger Wahlvorschlag eingereicht wurde, oblag die Wahl dem Rat, der sich für den bisherigen Ersten Beigeordneten entschied. Bei der Direktwahl am 9. Juni 2024 wurde er als einziger Bewerber mit 89,6 % für weitere fünf Jahre wiedergewählt.
Müllers Vorgänger Horst Schmäler war am 17. Oktober 2020 verstorben. Schmäler hatte das Amt 2009 übernommen und war zuletzt bei der Direktwahl am 26. Mai 2019 mit einem Stimmenanteil von 91,33 % als Ortsbürgermeister bestätigt worden. Zuvor hatte Klaus Dalheimer das Amt von 1994 bis 2009 ausgeübt.

### Wappen
| Wappen von Sulzbach | Blasonierung: „In geteiltem Schild oben in Gold ein rotes Fabeltier mit einem Wolfskopf und weit geöffneten Schwingen, belegt mit einem schwarzen Wolfshaken, unten in Blau elf silberne Orgelpfeifen.“                                                                |
| Wappen von Sulzbach | Wappenbegründung: Das Fabeltier verweist auf die ehemalige Zugehörigkeit zur Wild- und Rheingrafschaft und entspricht dem früheren Gerichtssiegel des Hochgerichts Rhaunen. Die Orgelpfeifen erinnern an die bekannte Orgelbaufamilie Stumm aus der Gemeinde Sulzbach. |

## Kultur und Sehenswürdigkeiten

### Bauwerke
siehe Liste der Kulturdenkmäler in Sulzbach

### Evangelische Kirche und Stumm-Orgel
Ein funktionstüchtiges Exemplar der Stumm’schen Orgeln befindet sich in der Evangelischen Dorfkirche. Es ist das letzte Exemplar von Johann Michael Stumm dem Gründer der Orgelbauerdynastie, welches dieser seinem Heimatdorf schenkte. Dort finden auch heute noch regelmäßig Konzerte statt, welche vom Stummorgelverein Sulzbach veranstaltet werden.

### Heuchelheim
Zur Gemarkung Sulzbach gehört der historische Marktplatz Heuchelheim, an der Kreuzung eines uralten Handelswegs vom Glan zur Mosel liegend.  Ein Zweig dieser schon seit der Bronzezeit begangenen, zur Römerzeit ausgebauten und noch im Mittelalter weiter benutzen Route führt über Rhaunen und Büchenbeuren nach Enkirch, während der andere direkt über den Idarkopf zum Sirona-Heiligtum in Hochscheid verlief, um schließlich im Distrikt Zolleiche in die antike Ausoniusstraße einzumünden.
Der Markt Heuchelheim war Standort einer keltisch-römischen Kulturstätte, die späterhin als Thingplatz des mittelalterlichen Hochgerichts Rhaunen diente.

## Wirtschaft und Infrastruktur
Der früher landwirtschaftlich geprägte Ort hat eine hohe Zahl von Auspendlern. Wesentlich ist der Tourismus (Ferien auf dem Land, Ferien auf dem Bauernhof) sowie die Schieferverarbeitung im benachbarten Bundenbach. Im Distrikt Kalmersbach, unmittelbar an der Gemarkungsgrenze zwischen Sulzbach und Bundenbach, bestand eine Schiefergrube mit Untertageabbau. Heute wird dort in großem Umfang Import-Schiefer, überwiegend aus Spanien, nachverarbeitet.

## Persönlichkeiten
- Christian Stumm, Schmied. Zwei seiner Söhne wurden bedeutende Unternehmer: Johann Nikolaus Stumm (1668–1743) errichtete 1714 einen Eisenhammer. Johann Michael Stumm (1683–1747) gründete im gleichen Jahr eine Orgelwerkstatt.